# Гуандунцы в Гонконге
Гуандунцы (также известны как кантонцы, англ. Cantonese people, кит. 广府人) — крупнейшая этнолингвистическая группа населения Гонконга и крупнейшая группа в составе китайцев Гонконга. Являясь выходцами из южнокитайской провинции Гуандун и их потомками, гуандунцы (они же пунти, или бэньди, 本地, то есть «местные») говорят на кантонском диалекте языка юэ и составляют свыше 4/5 общего числа китайцев Гонконга. Среди них выделяются чаошаньцы (они же чаочжоусцы), говорящие на чаошаньском наречии, и тайшаньцы, говорящие на тайшаньском диалекте (он же сыяп). Своеобразную этно-социальную группу гуандунцев составляют даньцзя или танка.

## История
Древнейшее население Гонконга составляли племена байюэ (юэ), которых многие учёные считают предками современных вьетов и тайцев. В 214 году до н. э. армия империи Цинь разгромила племенной союз юэ и присоединила Южный Китай к владениям императора Цинь Шихуанди. Вскоре после смерти императора пришлый китаец Чьеу Ву-де основал на территории современного Гуандуна государство Намвьет со столицей в Панью. Чиновничий аппарат Намвьета состоял преимущественно из китайцев, хотя большинство населения по-прежнему составляли юэ. 
В 111 году до н. э. войска империи Хань завоевали Намвьет, что послужило началом новых миграционных волн. К первым векам нашей эры относятся древнейшие археологические свидетельства присутствия китайцев на территории современного Коулуна (округ Самсёйпоу). Предположительно, здесь процветали крупные соляные промыслы. В период империи Тан на территории Тхюньмуня существовал торговый и военно-морской порт, а также крупная база ловцов жемчуга, а на соседнем острове Лантау — соляные промыслы. 
Ханьцы начали переселяться на территорию современного Гуандуна в X—XI веках, постепенно ассимилируя и вытесняя автохтонное население. Самое раннее письменное упоминание Гонконга относится к правлению императора Чжэнь-цзуна (997—1022). Также к эпохе империи Сун относится старейший каменный храм Гонконга, построенный во второй половине XIII века в Сайкуне и посвящённый богине Тяньхоу. В 1276—1279 годах, спасаясь от монгольского нашествия, на территорию современного Гонконга бежали некоторые представители сунского двора и сопровождавшие их чиновники. В конце правления династии Южная Сун на равнинах Новых территорий поселились представители крупнейшего клана Тан (Дэн, Tang, или Deng, 鄧). В период империи Юань население Гонконга быстро росло, в основном за счёт китайских беженцев. Костяк составляли представители пяти кланов — Тан, Хау (Хоу, Hau, или Hou, 候), Пан (Пэн, Pang, или Peng, 彭), Лиу (Ляо, Liu, или Liao, 廖) и Мань (Вэнь, Man, или Wen, 文).
В основном жители Гонконга занимались торговлей солью, жемчугом и рыбой, и лишь небольшая часть — земледелием, разведением свиней и уток. В начале XVI века местные жители установили торговые отношения с португальцами, однако с середины XVI века власти империи Мин запретили контакты с иностранцами и ограничили внешнеэкономическую деятельность местных купцов. После установления империи Цин власти начали массовое выселение жителей прибрежных районов вглубь страны. Опасаясь сторонников свергнутой династии Мин, цинские войска разрушали в Гонконге рыбацкие деревни и разоряли хранилища риса, провоцируя таким образом голод.
С 1661 по 1669 год по велению императора Канси из уезда Синьань, в состав которого тогда входил земли нынешних Гонконга и Шэньчжэня, было изгнано около 16 тыс. человек. После снятия запрета в 1669 году лишь около 1,6 тыс. человек смогли вернуться в опустевший уезд. Заброшенные деревни заняли переселенцы хакка, ставшие крупнейшим народом региона.    
К моменту захвата Гонконга Великобританией здесь в нескольких деревнях проживало около 7,5 тыс. человек. Массовая миграция китайцев в Гонконг началась во второй половине XIX века. Кроме того, Гонконг превратился в отправной пункт для дальнейшей эмиграции китайцев в страны Юго-Восточной Азии. В конце 1850 года в южном Китае вспыхнуло антицинское восстание тайпинов, которое возглавил гуандунский хакка Хун Сюцюань. К тайпинам примкнули местные антицинские триады, которые в 1854 году напали на маньчжуров в округах Хэюань и Фошань. Этот мятеж, известный в истории как «восстание красных тюрбанов», был подавлен цинскими войсками лишь в 1857 году. Некоторые хакка помогали властям совершать рейды на деревни пунти, сочувствовавшие мятежникам, а пунти в ответ нападали на деревни хакка.  
На волне этой взаимной вражды в 1855—1867 годах в южном Гуандуне (особенно в районе современного округа Цзянмынь) и отчасти в британском Гонконге разгорелась война между «местными» гуандунцами (пунти) и «пришлыми» хакка. Исторически пунти занимали плодородные равнины, а хакка селились на окрестных холмах и в малопригодных для земледелия районах. Со временем взаимная неприязнь и социальное неравенство вылились в череду кровавых столкновений. Стороны конфликта массово разрушали деревни противников, брали в плен уцелевших, продавали мужчин на плантации в Латинскую Америку, а женщин — в бордели Гонконга и Макао. В результате конфликта погибло около 1 млн человек, несколько миллионов стали беженцами (из-за численного преимущества пунти потери хакка были более существенными). 
После подавления восстания тайпинов цинские войска наконец-то прекратили войну между пунти и хакка, с трудом разведя враждующие стороны. Уцелевшие хакка были изолированы в уезде Чиси, выделенном из уезда Тайшань (сегодня входит в состав округа Цзянмынь), остальные были перемещены в провинцию Гуанси. И восстание тайпинов, и конфликт между пунти и хакка привели к новой волне беженцев, устремившихся в относительно спокойный британский Гонконг (напряжённость между пунти и хакка сохранилась и на новом месте).

## Современное положение
В современном Гонконге слово пунти является неофициальным (разговорным) синонимом гуандунца или кантонца. В судах или полиции под пунти подразумевается гонконгский китаец, разговаривающий на кантонском диалекте. В более узком смысле под пунти подразумевают уроженцев уезда Синьань (Баоань), который ранее включал территорию нынешних Гонконга, Шэньчжэня и частично Дунгуаня.